# Mường Chanh, Thanh Hóa
Mường Chanh là một xã thuộc tỉnh Thanh Hóa, Việt Nam.

## Địa lý
Xã Mường Chanh nằm ở vùng cao phía tây bắc tỉnh Thanh Hóa, có vị trí địa lý:
- Phía bắc giáp xã Quang Chiểu
- Các phía còn lại giáp nước Lào.

Xã Mường Chanh có diện tích tự nhiên 65,48 km², quy mô dân số năm 2024 là 3.894 người, mật độ dân số đạt 59 người/km².

## Lịch sử
Địa giới hành chính xã Mường Chanh đến năm 1984 thuộc xã Quang Chiểu, huyện Quan Hóa.
Ngày 14 tháng 12 năm 1984, Hội đồng Bộ trưởng ban hành Quyết định 163-HĐBT. Theo đó, chia xã Quang Chiểu thành hai xã Quang Chiểu và Mường Chanh. Xã Mường Chanh có 6 chòm bản: Bông, Cang, Chai, Lách, Na Hào, Ngố.
Ngày 18 tháng 11 năm 1996, xã Mường Chanh chuyển sang trực thuộc huyện Mường Lát mới thành lập.
Ngày 16 tháng 6 năm 2025, huyện Mường Lát bị giải thể do bỏ cấp huyện; xã Mường Chanh chính thức là đơn vị hành chính trực thuộc tỉnh Thanh Hóa từ ngày 1 tháng 7 năm 2025.

## Hành chính
Xã Mường Chanh có 9 bản: Bóng, Cang, Chai, Lách, Na Chừa, Na Hào, Na Hin, Ngố, Piềng Tặt.